# SN 2006al
SN 2006al – supernowa typu Ia odkryta 19 lutego 2006 roku w galaktyce A103929+0511. W momencie odkrycia miała maksymalną jasność 16,90m.